# São Pedro do Piauí
São Pedro do Piauí é um município brasileiro do estado do Piauí.
Com altitude de 264 metros, localiza-se à latitude 05°55'46" sul e à longitude 42°43'07" oeste. Sua população estimada em 2022 era de 13 755 habitantes, distribuídos em 518,288 km² de área.

## História
Não são precisas as notícias sobre o devassamento do território do atual Município, constando que tenha sido realizado pelos jesuítas.
Os primeiros habitantes dedicaram-se ao cultivo da terra, que apresentava excelentes condições, especialmente para a cultura do arroz. Esse fator atraiu moradores de outras regiões, destacando-se os do Ceará, seguidos dos de Pernambuco e da Paraíba.
A composição heterogênea da população provocou alguns conflitos, que não detiveram, contudo, o crescimento do povoado, conhecido como São Pedro.
Em 1884, a localidade passou a pertencer ao recém-criado município de Belém, hoje Palmeirais, com território desmembrado do município de Amarante.
Em 1912, foi extinto o município de Belém e anexado ao de São Pedro do Piauí, criado na mesma época.
Extinto em 1931, restaurado em 1933, São Pedro do Piauí foi elevado à categoria de Cidade, em 1937.
A construção da rodovia PI-4, inaugurada em 1947, com traçado cortando o seu território, trouxe novo surto de progresso, facilitando, especialmente, o escoamento da produção agrícola. 

## Economia
São Pedro do Piauí é o 4º município mais populoso da região imediata de Amarante - Água Branca - Regeneração, com 13,8 mil habitantes. O PIB da cidade é de cerca de R$ 134,8 milhões de reais, sendo que 57,6% do valor adicionado advém da administração pública, na sequência aparecem as participações dos serviços (27,3%), da agropecuária (9,6%) e da indústria (5,5%).

## Turismo
Um dos pontos turístico da cidade é a Cachoeira dos Picos, localizada no povoado Mangabeira, distante 20 km do centro da cidade.
Outro ponto turístico da cidade é o Açude Laranjeiras, antigamente conhecido como Riacho da vaca morta.De acordo com informações colhidas de populares, que há anos vivem às margens do açude, ele era chamado por esse nome, porque no local existia uma ponte que interligava o centro da cidade ao bairro Outro Lado e comunidades adjacentes.
No passado, moradores ribeirinhos sobreviviam basicamente da pesca nas águas do Açude Laranjeiras, com o passar do tempo, a ponte não existiu mais, dando lugar a uma parede de terra que também se rompeu sendo reconstruída anos depois durando até os tempos atuais.
A riqueza natural e beleza singular do local é exuberante, com suas águas calmas capazes de expirar poetas, filósofos e apreciadores do lazer.
O local é usado para a prática de natação, piscicultura, canoagem e passeios de Jet Ski.
Como atração turística histórica e religiosa a cidade possui a centenária Igreja Matriz, localizada na praça da matriz, cuja fundação remonta ao ano de 1912.
https://saopedrodopiaui.pi.gov.br/saopedrodopiaui/informacoesgerais/municipio?tipo=turismo

## Lista de prefeitos
| Relação dos eleitos                           | Eleito | Partido |
| Cantidiano Ferreira Soares                    | 1970   | ARENA   |
| Miguel Barrada Sobrinho                       | 1972   | ARENA   |
| Cantidiano Ferreira Soares                    | 1976   | ARENA   |
| Davina Gonçalves Cordeiro Veloso              | 1982   | PDS     |
| Antônio Sobral Veloso                         | 1988   | PFL     |
| Sônia Maria Teixeira Soares                   | 1992   | PFL     |
| Davina Gonçalves Cordeiro Veloso              | 1996   | PFL     |
| Davina Gonçalves Cordeiro Veloso              | 2000   | PFL     |
| Higino Barbosa Filho                          | 2004   | PT      |
| Higino Barbosa Filho                          | 2008   | PT      |
| Napoleão Cortez Filho                         | 2009   | PMDB    |
| Matias Araújo da Silva                        | 2009   | PDT     |
| Raimundo Ferreira Nunes                       | 2012   | PT/PP   |
| José Maria de Aquino Júnior - Júnior Bill     | 2016   | PSDB    |
| Lindomar Gonçalves de Alencar - Manim do povo | 2024   | PP      |